# Taking Off (film)
Taking Off (nebo také Odcházím…) je americká filmová komedie z roku 1971. Je to první americký film českého režiséra Miloše Formana. Autory scénáře jsou spolu s režisérem John Guare, Jon Klein a jeho později dlouholetý spolupracovník Jean-Claude Carrière. Jde o příběh skupiny rodičů, jejichž děti opustily domov. Ve filmu vystupovaly například zpěvačky Carly Simon, Kathy Batesová a Tina Turner.

## Obsazení
| Lynn Carlin        | Lynn Tyne            |
| Buck Henry         | Larry Tyne           |
| Georgia Engel      | Margot               |
| Tony Harvey        | Tony                 |
| Audra Lindley      | Ann Lockston         |
| Paul Benedict      | Ben Lockston         |
| Vincent Schiavelli | Schiavelli           |
| David Gittler      | Jamie                |
| Ike Turner         | Ike Turner           |
| Tina Turner        | Tina Turner          |
| Linnea Heacock     | Jeannie Tyne         |
| Rae Allen          | Divito               |
| Philip Bruns       | policista            |
| Gail Busman        | Nancy Lockston       |
| Carly Simon        | zpěvačka na konkurzu |
| Kathy Batesová     | zpěvačka na konkurzu |
| Shellen Lubin      | zpěvačka na konkurzu |
| Jára Kohout        | otec uprchlých dětí  |